# Пархомчук, Станислав Максимович
Станислав Максимович Пархомчук (30 ноября 1925 года — 2 июля 1975) — советский украинский историк, исследователь истории Румынии, международных отношений, национально-освободительных движений афро-азиатских стран, доктор исторических наук (с 1965 года), профессор (с 1971 года). Лауреат премии имени Д. З. Мануильского АН УССР (за 1975 год).

## Биография
Родился 30 ноября 1925 года в селе Челнова (ныне Хорошевский район, Житомирская область). В годы Великой Отечественной войны воевал в составе партизанского отряда имени Чапаева, действовавшем на Волыни.
В 1949 году окончил факультет международных отношений Киевского государственного университета. В 1951—1953 годах был слушателем Высшей дипломатической школы МИД СССР. Работал в Совете Министров СССР, в украинском обществе дружбы и культурных связей с заграницей, заведующим сектора научных связей АН УССР с зарубежными организациями.
В 1956 году защитил кандидатскую диссертацию на тему «Роль Советского Союза в борьбе румынского народа за освобождение от фашистского ига и установления народно-демократического строя в Румынии (1941—1945 гг.)» (научный руководитель О. Ф. Ермоленко).
В 1957—1963 годах — старший научный сотрудник отдела истории стран народной демократии, в 1963—1970 годах — старший научный сотрудник отдела новой и новейшей истории зарубежных стран. В 1963—1965 годах — одновременно советник Европейского отделения ООН. В 1965 году защитил докторскую диссертацию «Революционная борьба румынских трудящихся за развитие страны по демократическому пути, за мир и дружеские отношения с СССР».
В 1970—1975 годах — заведующий отделом истории стран зарубежного Востока Института истории АН УССР. Научную деятельность совмещал с преподавательской работой в вузах Киева. Был заместителем председателя правления Украинского отделения общества советско-румынской дружбы. Удостоен пяти правительственных наград.
Погиб в Киеве 2 июля 1975 года. Похоронен на Байковом кладбище.
Был женат на Наталье Петровне Аловой, преподавателе английского языка Киевского университета. Дочь, Пархомчук Елена Станиславовна, лауреат Государственной премии в области науки и техники, доктор политических наук, профессор Института международных отношений Киевского национального университета имени Тараса Шевченко.

## Труды
- У боротьбі за ліквідацію колоніалізму: Зовнішньополітична боротьба Радянського Союзу за остаточну ліквідацію колоніалізму та участь у ній Української РСР. — К., 1974 (в соавторстве, премия имени Д. З. Мануильского);
- Великий Жовтень і революційне піднесення в Румунії. — К., 1967;
- Народження нової Румунії. — К., 1961;
- Румунський народ у боротьбі за соціалізм. — К., 1959.